# Ukraińska Partia Demokratyczna
Ukraińska Partia Demokratyczna (UDP) – ukraińska partia polityczna, założona w 1904 w Kijowie.
Założyli ją członkowie dawnej Ogólnoukraińskiej Bezpartyjnej Organizacji Demokratycznej.
Programem  partii było:
- zlikwidowanie samodzierżawia w Rosji,
- wprowadzenie ładu konstytucyjnego,
- autonomia Ukrainy z własnym parlamentem,
- wprowadzenie języka ukraińskiego w szkołach, sądach i administracji.

Działacze partii to: Jewhen Czykałenko, Serhij Jefremow, Borys Hrinczenko.
W końcu 1904 lewe skrzydło partii utworzyło Ukraińską Partię Radykalną, która w 1905 razem z UDP utworzyła Ukraińską Partię Demokratyczno-Radykalną (UD-RP).